# 达氏巨盾蛞蝓
达氏巨盾蛞蝓（学名：Macrochlamys davidi）为拟阿勇蛞蝓科巨盾蛞蝓属的动物，是中国的特有物种。分布于北京、河北、山东、山西、陕西、甘肃、西藏等地，生活环境为陆地，主要栖息于山区、丘陵地带潮湿的灌木丛、草丛中、树枝、石块落叶下以及多腐殖质处。